# Distretto di San Pedro de Palco
Il distretto di San Pedro de Palco è uno dei ventuno distretti della provincia di Lucanas, in Perù. Si trova nella regione di Ayacucho e si estende su una superficie di 531,55 chilometri quadrati.

Istituito l'8 luglio 1964, ha per capitale la città di San Pedro de Palco; nel censimento del 2005 contava 1.551 abitanti.